# Ancylometes birabeni
Ancylometes birabeni là một loài nhện trong họ Ctenidae.
Loài này thuộc chi Ancylometes. Ancylometes birabeni được miêu tả năm 1961 bởi Carcavallo & Martínez.